# Стефан Робер
Стефан Робер (фр. Stéphane Robert; нар. 17 травня 1980) — колишній французький тенісист.
Найвищу одиночну позицію світового рейтингу — 50 місце досяг 24 жовтня 2016, парну — 99 місце — 28 квітня 2014 року.
Здобув 1 парний титул.
Найвищим досягненням на турнірах Великого шолома було 4 коло в одиночному розряді.
Завершив кар'єру 2022 року.

## Фінали Світового Туру ATP за кар'єру

### Одиночний розряд: 1 (1 поразка)
| Легенда                                     |
| ------------------------------------------- |
| Турніри Великого шолома (0–0)               |
| Фінали Світового туру ATP (0–0)             |
| Серія Мастерс 1000 Світового Туру ATP (0–0) |
| Серія 500 Світового туру ATP (0–0)          |
| Серія 250 Світового туру ATP (0–1)          |

| Титули за покриттям |
| ------------------- |
| Тверде (0–1)        |
| Ґрунт (0–0)         |
| Трава (0–0)         |

| Титули за типом корту |
| --------------------- |
| Відкритий (0–1)       |
| Закритий (0–0)        |

| Результат | В-П | Дата     | Турнір              | Рівень    | Покриття | Суперник        | Рахунок  |
| --------- | --- | -------- | ------------------- | --------- | -------- | --------------- | -------- |
| Поразка   | 0–1 | Лют 2010 | SA Tennis Open, ПАР | Серія 250 | Тверде   | Фелісіано Лопес | 5–7, 1–6 |

### Парний розряд: 1 (1 перемога)
| Легенда                                     |
| ------------------------------------------- |
| Турніри Великого шолома (0–0)               |
| Фінали Світового туру ATP (0–0)             |
| Серія Мастерс 1000 Світового Туру ATP (0–0) |
| Серія 500 Світового туру ATP (1–0)          |
| Серія 250 Світового туру ATP (0–0)          |

| Титули за покриттям |
| ------------------- |
| Тверде (0–0)        |
| Ґрунт (1–0)         |
| Трава (0–0)         |

| Титули за типом корту |
| --------------------- |
| Відкритий (1–0)       |
| Закритий (0–0)        |

| Результат | В-П | Дата     | Турнір                  | Рівень    | Покриття | Партнер          | Суперники                    | Рахунок  |
| --------- | --- | -------- | ----------------------- | --------- | -------- | ---------------- | ---------------------------- | -------- |
| Перемога  | 1–0 | Кві 2014 | Barcelona Open, Іспанія | Серія 500 | Ґрунт    | Єссе Гута Ґалунґ | Деніел Нестор Ненад Зімоньїч | 6–3, 6–3 |

## Фінали Туру ATP Челленджер і циклу ITF за кар'єру

### Одиночний розряд: 39 (23–16)
| Легенда (одиночний розряд) |
| -------------------------- |
| Тур ATP Челленджер (9–10)  |
| ITF Men's Circuit (14–6)   |

| Результат | Ранг | Дата              | Турнір                                        | Покриття   | Суперник                  | Рахунок                 |
| --------- | ---- | ----------------- | --------------------------------------------- | ---------- | ------------------------- | ----------------------- |
| Перемога  | 1.   | 25 лютого 2002    | Яффа, Ізраїль                                 | Тверде     | Браніслав Секач           | 6–4, 6–2                |
| Перемога  | 2.   | 2 червня 2003     | Крань, Словенія                               | Ґрунт      | Іван Ескердо              | 6–4, 3–6, 7–5           |
| Перемога  | 3.   | 14 липня 2003     | Белград, Сербія та Чорногорія                 | Ґрунт      | Тодор Енев                | 6–2, 4–1, ret.          |
| Перемога  | 4.   | 21 липня 2003     | Белград, Сербія та Чорногорія                 | Ґрунт      | Владимир Павичевич        | 6–3, 6–3                |
| Перемога  | 5.   | 8 вересня 2003    | Софія, Болгарія                               | Ґрунт      | Даніель Ельснер           | 6–1, 4–6, 7–6(7–4)      |
| Перемога  | 6.   | 13 вересня 2004   | Будапешт, Угорщина                            | Ґрунт      | Алессіо ді Мауро          | 6–1, 4–6, 7–5           |
| Перемога  | 7.   | 17 жовтня 2005    | Барселона, Іспанія                            | Ґрунт      | Пабло Андухар             | 7–5, 6–3                |
| Поразка   | 1.   | 2 січня 2006      | Ексмут, Велика Британія                       | Килим (i)  | Андіс Юшка                | 3–6, 6–1, 4–6           |
| Перемога  | 8.   | 9 січня 2006      | Барнстепл, Велика Британія                    | Тверде (i) | Жеремі Шарді              | 7–6(7–3), 6–1           |
| Поразка   | 2.   | 24 січня 2006     | Рексем, Велика Британія                       | Тверде (i) | Алекс Богдановіч          | 3–6, 2–6                |
| Перемога  | 9.   | 16 січня 2007     | Сандерленд, Велика Британія                   | Тверде (i) | Тома Оже                  | 6–2, 7–5                |
| Перемога  | 10.  | 13 лютого 2007    | Барнстепл, Велика Британія                    | Тверде (i) | Торстен Попп              | 7–5, 7–5                |
| Поразка   | 3.   | 9 червня 2008     | Апелдорн, Нідерланди                          | Ґрунт      | Тіємо де Баккер           | 6–7(2–7), 1–6           |
| Поразка   | 4.   | 23 червня 2008    | Тулон, Франція                                | Ґрунт      | Ніколя Кутло              | 4–6, 4–6                |
| Поразка   | 5.   | 4 серпня 2008     | Авеццано, Італія                              | Ґрунт      | Міхаель Рідерстедт        | 2–6, 0–6                |
| Перемога  | 11.  | 15 вересня 2008   | Ноттінгем, Велика Британія                    | Тверде     | Джошуа Гудолл             | 6–4, 6–0                |
| Перемога  | 12.  | 29 вересня 2008   | Невер, Франція                                | Тверде (i) | Венсан Мійо               | 6–4, 6–1                |
| Перемога  | 13.  | 13 січня 2009     | Глазго, Велика Британія                       | Тверде (i) | Колін Флемінг             | 2–6, 6–4, 6–4           |
| Поразка   | 6.   | 27 січня 2009     | Меттман, Німеччина                            | Килим (i)  | Лукаш Росол               | 6–7(6–8), 4–6           |
| Перемога  | 14.  | 16 лютого 2009    | Тренто, Італія                                | Тверде (i) | Джошуа Гудолл             | 6–4, 6–3                |
| Поразка   | 7.   | 10 березня 2009   | Тіптон, Велика Британія                       | Тверде (i) | Яннік Мертенс             | 6–7(4–7), 6–7(5–7)      |
| Перемога  | 15.  | 17 березня 2009   | Бат, Велика Британія                          | Тверде (i) | Колін Флемінг             | 6–2, 6–3                |
| Перемога  | 16.  | 8 червня 2009     | Кошиці, Словаччина                            | Ґрунт      | Їржі Ванек                | 7–6(7–5), 7–6(7–5)      |
| Перемога  | 17.  | 13 вересня 2009   | Алфен-ан-ден-Рейн (муніципалітет), Нідерланди | Ґрунт      | Майкл Расселл             | 7–6(7–2), 5–7, 7–6(7–5) |
| Поразка   | 8.   | 25 жовтня 2009    | Орлеан, Франція                               | Тверде (i) | Ксав'є Малісс             | 1–6, 2–6                |
| Поразка   | 9.   | 15 листопада 2009 | Saint Brélade, Джерсі                         | Килим (i)  | Яркко Ніємінен            | 6–4, 1–6, 5–7           |
| Перемога  | 18.  | 21 лютого 2010    | Танжер, Марокко                               | Ґрунт      | Олександр Долгополов мол. | 7–6(7–5), 6–4           |
| Поразка   | 10.  | 20 березня 2011   | Ле-Гозьє, Гваделупа                           | Тверде     | Олів'є Рохус              | 2–6, 3–6                |
| Перемога  | 19.  | 1 травня 2011     | Острава, Чехія                                | Ґрунт      | Адам Кельнер              | 6–1, 6–3                |
| Поразка   | 11.  | 2 лютого 2013     | Берні, Австралія                              | Тверде     | Джон Міллман              | 2–6, 6–4, 0–6           |
| Перемога  | 20.  | 17 лютого 2013    | Мельбурн, Австралія                           | Тверде     | Джеймс Дакворт            | 7–6(7–3), 6–3           |
| Поразка   | 12.  | 14 вересня 2013   | Севілья, Іспанія                              | Ґрунт      | Даніель Хімено-Травер     | 4–6, 6–7(2–7)           |
| Поразка   | 13.  | 8 листопада 2015  | Hua Hin, Таїланд                              | Тверде     | Юіті Суґіта               | 2–6, 6–1, 3–6           |
| Перемога  | 21.  | 21 лютого 2016    | Нью-Делі, Індія                               | Тверде     | Сакет Мінені              | 6–3, 6–0                |
| Поразка   | 14.  | 20 березня 2016   | Гвадалахара, Мексика                          | Тверде     | Малік Джазірі             | 7–5, 3–6, 6–7(5–7)      |
| Поразка   | 15.  | 11 липня 2016     | Прага, Чехія                                  | Ґрунт      | Адам Павласек             | 4–6, 6–3, 3–6           |
| Поразка   | 16.  | 24 вересня 2017   | Ізмір, Туреччина                              | Тверде     | Ілля Марченко             | 6–7(2–7), 0–6           |
| Перемога  | 22.  | 12 листопада 2017 | Кобе, Японія                                  | Тверде(i)  | Кальвін Емері             | 7–6(7–1), 6–7(5–7), 6–1 |
| Перемога  | 23.  | 4 лютого 2018     | Берні, Австралія                              | Тверде     | Даніель Альтмаєр          | 6–1, 6–2                |

### Парний розряд: 33 (14–19)
| Легенда (парний розряд)   |
| ------------------------- |
| Тур ATP Челленджер (8–11) |
| ITF Men's Circuit (6–8)   |

| Результат | Ранг | Дата              | Турнір                                    | Покриття   | Партнер              | Суперники                                    | Рахунок                |
| --------- | ---- | ----------------- | ----------------------------------------- | ---------- | -------------------- | -------------------------------------------- | ---------------------- |
| Поразка   | 1.   | 17 лютого 2003    | Лорка                                     | Ґрунт      | Естебан Карріль      | Сальвадор Наварро Габріель Трухільйо         | 2–6, 0–6               |
| Перемога  | 1.   | 24 лютого 2003    | Картахена (Іспанія)                       | Ґрунт      | Майлс Маклаган       | Сальвадор Наварро Габріель Трухільйо         | 7–6(7–3), 7–6(7–4)     |
| Поразка   | 2.   | 5 травня 2003     | Единбург, Велика Британія                 | Ґрунт      | Сліман Сауді         | Рік де Вуст Маркус Сарстранд                 | 3–6, 1–6               |
| Поразка   | 3.   | 14 липня 2003     | Белград, Сербія та Чорногорія             | Ґрунт      | Ксав'є Одуа          | Тодор Енев Радослав Лукаєв                   | 4–6, 7–6(9–7), 4–6     |
| Перемога  | 2.   | 21 липня 2003     | Белград, Сербія та Чорногорія             | Ґрунт      | Мохамед Мамун        | Никола Чирич Ґоран Тошич                     | 7–5, 6–2               |
| Поразка   | 4.   | 17 листопада 2003 | Кюрасао, Нідерландські Антильські острови | Тверде     | Алессандро Мотті     | Міхел Конінґ Стевен Кортелінґ                | 3–6, 6–3, 1–6          |
| Перемога  | 3.   | 24 листопада 2003 | Ораньєстад (Аруба)                        | Тверде     | Алессандро Мотті     | Барт Бекс Паул Лоґтенс                       | 6–4, 6–0               |
| Поразка   | 5.   | 5 липня 2004      | Будайорш, Угорщина                        | Ґрунт      | Ота Фукарек          | Ігнасіо Гонсалес Кінґ Габріель Трухільйо     | 6–3, 2–6, 3–6          |
| Перемога  | 4.   | 2 серпня 2004     | Познань, Польща                           | Ґрунт      | Адам Хадай           | Томаш Цибулець Давід Шкох                    | 3–6, 6–1, 6–2          |
| Поразка   | 6.   | 13 червня 2005    | Блуа, Франція                             | Ґрунт      | Естебан Карріль      | Барт Бекс Матве Мідделкоп                    | 6–4, 2–6, 3–6          |
| Поразка   | 7.   | 4 липня 2005      | Будайорш, Угорщина                        | Ґрунт      | Адам Хадай           | Амір Хадад Харел Леві                        | 4–6, 7–6(9–7), 3–6     |
| Перемога  | 5.   | 21 листопада 2005 | Сен-Ле (Реюньйон)                         | Тверде     | Теймураз Габашвілі   | Іван Церович Петар Попович                   | 6–4, 6–3               |
| Перемога  | 6.   | 24 січня 2006     | Рексем, Велика Британія                   | Тверде (i) | Жан-Франсуа Башло    | Колін Флемінг Джеймі Маррей                  | 6–4, 7–5               |
| Перемога  | 7.   | 27 лютого 2006    | Шербур, Франція                           | Тверде (i) | Жан-Франсуа Башло    | Санчай Ратіватана Сончат Ратіватана          | 7–6(7–5), 6–3          |
| Поразка   | 8.   | 27 березня 2006   | Сен-Бріє, Франція                         | Ґрунт (i)  | Міхаель Ламмер       | Ерік Буторак Кріс Дрейк                      | 4–6, 4–6               |
| Перемога  | 8.   | 15 січня 2007     | Сандерленд, Велика Британія               | Тверде (i) | Жан-Франсуа Башло    | Фабіо Коланджело Марко Груньйола             | 6–3, 6–4               |
| Перемога  | 9.   | 12 лютого 2007    | Барнстепл, Велика Британія                | Тверде (i) | Айсам-уль-Хак Куреші | Філіп Столт Ларс Юбель                       | 6–2, 6–3               |
| Перемога  | 10.  | 7 липня 2008      | Бург-ан-Бресс, Франція                    | Ґрунт      | Александер Ренар     | Тома Каз-Каррер Батіст Дюпюї                 | 6–4, 7–5               |
| Поразка   | 9.   | 21 липня 2008     | Модена, Італія                            | Ґрунт      | Мохаммед Гаріб       | Гільєрмо Ормасабаль Ганс Подліпнік Кастільйо | 3–6, 2–6               |
| Поразка   | 10.  | 4 серпня 2008     | Авеццано, Італія                          | Ґрунт      | Александер Ренар     | Гільєрмо Ормасабаль Ганс Подліпнік Кастільйо | 3–6, 7–6(7–4), [10–12] |
| Поразка   | 11.  | 29 вересня 2008   | Невер, Франція                            | Тверде (i) | Александер Ренар     | Венсан Мійо Pierrick Ysern                   | 2–6, 4–6               |
| Поразка   | 12.  | 17 травня 2009    | Бордо, Франція                            | Ґрунт      | Ксав'є Пюжо          | Пабло Куевас Орасіо Себальйос                | 6–4, 4–6, [4–10]       |
| Поразка   | 13.  | 12 липня 2009     | Сан-Бенедетто-дель-Тронто, Італія         | Ґрунт      | Нільс Десайн         | Стефано Янні Крістіан Вільяґран              | 6–7(3–7), 6–1, [6–10]  |
| Поразка   | 14.  | 27 вересня 2009   | Любляна, Словенія                         | Ґрунт      | Сімоне Ваньйоцці     | Джеймі Дельгадо Джеймі Маррей                | 3–6, 3–6               |
| Перемога  | 11.  | 20 березня 2011   | Ле-Гозьє, Гваделупа                       | Тверде     | Ріккардо Гедін       | Арно Клеман Олів'є Рохус                     | 6–2, 5–7, [10–7]       |
| Перемога  | 12.  | 1 травня 2011     | Острава, Чехія                            | Ґрунт      | Олів'є Шарруен       | Андіс Юшка Олександр Кудрявцев               | 6–4, 6–3               |
| Поразка   | 15.  | 3 липня 2011      | Брауншвейг, Німеччина                     | Ґрунт      | Олів'є Шарруен       | Мартін Еммріх Андреас Сільєстрем             | 6–0, 4–6, [7–10]       |
| Поразка   | 16.  | 17 липня 2011     | Сопот, Польща                             | Ґрунт      | Олів'є Шарруен       | Маріуш Фирстенберг Марцін Матковський        | 5–7, 6–7(4–7)          |
| Перемога  | 13.  | 24 липня 2011     | Познань, Польща                           | Ґрунт      | Олів'є Шарруен       | Франко Феррейро Андре Са                     | 6–2, 6–3               |
| Поразка   | 17.  | 17 березня 2012   | Рабат, Марокко                            | Ґрунт      | Мартін Кліжан        | Іньїго Сервантес Егун Федеріко Дельбоніс     | 7–6(7–3), 1–6, [5–10]  |
| Поразка   | 18.  | 6 квітня 2012     | Сен-Бріє, Франція                         | Ґрунт      | Лоран Рошетт         | Лауринас Грігеліс Раміз Джунейд              | 6–1, 2–6, [6–10]       |
| Перемога  | 14.  | 14 вересня 2013   | Севілья, Іспанія                          | Ґрунт      | Алессандро Мотті     | Стефан Франсен Веслі Колгоф                  | 7–5, 7–5               |
| Поразка   | 19.  | 27 вересня 2015   | Трнава, Словаччина                        | Ґрунт      | Каміл Майхшак        | Веслі Колгоф Матве Мідделкоп                 | 4–6, 2–6               |

## Часова шкала результатів на турнірах Великого шлему
| W | Ф | ПФ | ЧФ | #Р | КТ | К# | DNQ | A | NH |

### Одиночний розряд
| Турнір                                 | 2004 | 2005 | 2006 | 2007 | 2008 | 2009 | 2010 | 2011 | 2012 | 2013 | 2014 | 2015 | 2016 | 2017 | 2018 | 2019 | 2020 | 2021 | В-П   |
| -------------------------------------- | ---- | ---- | ---- | ---- | ---- | ---- | ---- | ---- | ---- | ---- | ---- | ---- | ---- | ---- | ---- | ---- | ---- | ---- | ----- |
| Відкритий чемпіонат Австралії з тенісу | К2р  | К1р  |      |      |      |      | 2р   | 1р   | 1р   | К1р  | 4р   | 1р   | 3р   | 1р   | К3р  | К1р  |      |      | 6–7   |
| Відкритий чемпіонат Франції з тенісу   | 1р   |      | К3р  |      |      | К2р  | 1р   | 2р   | К1р  | К3р  | 1р   | 1р   | 2р   | 1р   | К1р  |      |      |      | 2–7   |
| Вімблдонський турнір                   | К2р  |      | К1р  |      |      | К2р  | 1р   | К1р  | К2р  | 2р   | 1р   | К3р  | 1р   | К1р  | 2р   |      | NH   |      | 2–5   |
| Відкритий чемпіонат США з тенісу       |      |      |      |      |      | К2р  | 1р   |      |      | 2р   |      |      | 1р   | К2р  | К1р  |      |      |      | 1–3   |
| В-П                                    | 0–1  | 0–0  | 0–0  | 0–0  | 0–0  | 0–0  | 1–4  | 1–2  | 0–1  | 2–2  | 3–3  | 0–2  | 3–4  | 0–2  | 1–1  | 0–0  | 0–0  | 0-0  | 11–22 |

### Парний розряд
| Турнір                                 | 2004 | 2005 | 2006 | 2007 | 2008 | 2009 | 2010 | 2011 | 2012 | 2013 | 2014 | 2015 | 2016 | 2017 | 2018 | 2019 | 2020 | 2021 | В-П  |
| -------------------------------------- | ---- | ---- | ---- | ---- | ---- | ---- | ---- | ---- | ---- | ---- | ---- | ---- | ---- | ---- | ---- | ---- | ---- | ---- | ---- |
| Відкритий чемпіонат Австралії з тенісу |      |      |      |      |      |      |      |      |      |      |      |      |      | 1р   |      |      |      |      | 0–1  |
| Відкритий чемпіонат Франції з тенісу   | 1р   |      | 2р   |      |      |      | 1р   |      | 1р   |      |      |      | 1р   |      | 3р   |      |      |      | 5–7  |
| Вімблдонський турнір                   |      |      |      |      |      |      | 1р   | 1р   |      |      |      | К1р  | 2р   |      |      |      | NH   |      | 1–3  |
| Відкритий чемпіонат США з тенісу       |      |      |      |      |      |      |      |      |      |      |      |      | 2р   |      |      |      |      |      | 1–1  |
| В-П                                    | 0–1  | 0–0  | 1–1  | 0–0  | 0–0  | 0–0  | 0–2  | 0–1  | 0–1  | 0–0  | 0–0  | 0–0  | 2–3  | 0–1  | 2–1  | 0–0  | 0–0  | 0–0  | 5–11 |